# 2012 en Finlande
Chronologie de la Finlande
- 2008
- 2009
- 2010
- 2011
- 2012
- 2013
- 2014
- 2015
- 2016

Cette page concerne les évènements survenus en 2012 en Finlande :

## Événements

### Janvier
- 1er janvier : durcissement des lois finlandaises sur le tabac : les produits du tabac ne sont plus autorisés à être exposés dans les épiceries.
- 19 janvier : le gouvernement américain a fermé le site de partage de fichiers Megaupload, basé à Hong Kong. Quatre de ses administrateurs auraient été arrêtés en Nouvelle-Zélande. Son fondateur, Kim Dotcom, serait un citoyen allemand et finlandais[1]. Le FBI a inculpé les administrateurs du site de complot en vue de commettre une violation du droit d'auteur, de blanchiment d'argent et de commerce au marché noir[2].

### Février
- 22 janvier et 5 février : Élection présidentielle finlandaise de 2012. Sauli Niinistö est élu président de la Finlande avec 62,6 % des voix.
- 8 février : un groupe de travail composé de fonctionnaires du ministère de l'Intérieur a remis un rapport à la ministre des Collectivités territoriales et locales, Henna Virkkunen, selon lequel la Finlande ne compterait potentiellement plus que 70 municipalités à l'avenir. La proposition prévoyait notamment la fusion d'Helsinki, Espoo, Kauniainen et Vantaa en une seule grande ville. Ce rapport a suscité un vif débat sur la mise en œuvre de la démocratie locale et a fait l'objet d'une plainte auprès du médiateur parlementaire, les municipalités n'ayant disposé que de deux mois pour soumettre leurs déclarations.
- 29 février : la Banque de Finlande à Helsinki a échangé des marks contre des euros pour la dernière fois.

### Mars
- 1er mars : Sauli Niinistö prend ses fonctions de président de la République de Finlande.
- 29 mars : la Cour d'appel d'Helsinki a confirmé la peine de prison à vie prononcée contre Aino Nykopp-Koski, infirmière, par le tribunal de district d'Helsinki en décembre 2010, dans ce qui a été décrit comme la plus grande affaire de meurtres en série de l'histoire criminelle finlandaise. Nykopp-Koski et ses avocats ont immédiatement annoncé qu'ils demanderaient l'autorisation de faire appel auprès de la Cour suprême.

### Avril
- 16 avril : la chaîne de télévision FOX commence à diffuser à la place de SuomiTV.
- 18 avril : le tribunal de district d'Helsinki a condamné le député du Parti de la coalition nationale, Ilkka Kanerva, à un an et trois mois de prison avec sursis pour corruption aggravée et manquement aggravé à ses devoirs de fonction. La peine concernait les activités de Kanerva en tant que président du gouvernement régional de Finlande du Sud-Ouest dans le cadre de certains projets d'urbanisme. L'homme d'affaires Arto Merisalo a été condamné à six ans de prison, l'homme d'affaires Tapani Yli-Saunamäki à trois ans et demi de prison ferme, et l'homme d'affaires Toivo Sukari à huit mois de prison avec sursis, dans le cadre d'un procès lié aux délits de faillite des sociétés Nova. Merisalo et Yli-Saunamäki ont été condamnés à une peine d'emprisonnement immédiate. Des peines de prison ferme ou avec sursis ont également été prononcées contre cinq autres membres de la direction du groupe Nova. Les charges contre l'homme d'affaires Kyösti Kakkonen ont été abandonnées. Après le verdict, Ilkka Kanerva a démissionné du gouvernement régional de Finlande du Sud-Ouest et du conseil municipal de Turku.
- 21 avril : le Conseil de sécurité de l'ONU a décidé à l'unanimité d'envoyer 300 observateurs militaires non armés en Syrie – dont dix finlandais – pour surveiller le cessez-le-feu entre le gouvernement et l'opposition. La formation d'une semaine des observateurs finlandais de l'ONU a débuté à la brigade de Pori, à Säkylä.

### Mai
- 18 mai : le principal contingent de troupes finlandaises participant à la FINUL (opération de maintien de la paix des Nations Unies) s'est rendu au Liban. La Finlande avait déjà participé à cette opération à deux reprises, en 1982-2001 et en 2006-2007.
- 26 mai : fusillade à Hyvinkää. Un jeune homme de 18 ans, Eero Hiltunen, a ouvert le feu sur les passants de la rue Uudenmaankatu depuis le toit d'un immeuble voisin, à l'aide de deux fusils. Deux personnes ont été tuées et sept autres blessées, dont un policier.

### Juin
- 5 juin : Nikolaï Makarov, commandant des forces armées russes, a prononcé un discours lors de la conférence de l'Association nationale des cours de défense à l'Université d'Helsinki, qui a suscité un vif émoi dans les médias finlandais. Makarov a déclaré que l'éventuelle adhésion de la Finlande à l'OTAN constituait une menace pour la Russie[3],[4].
- 6 juin : transit de Vénus devant le Soleil. Le dernier transit de Vénus devant le Soleil remonte à juin 2004, lorsque le phénomène n'était pas visible dans le sud de la Finlande en raison du mauvais temps.
- 8 juin : la Cour suprême a alourdi la peine prononcée en appel contre le député du Parti des Finlandais, Jussi Halla-aho, à 60 jours d'amende. La Cour suprême l'a reconnu coupable de violation de la paix religieuse et d'incitation à la haine contre un groupe de personnes. Quelques jours plus tard, Halla-aho a qualifié la décision de la Cour suprême de « l'opinion de quelques individus ». Quatre jours plus tard, il a démissionné de son poste de président de la commission administrative du Parlement en raison du tollé suscité par ses déclarations.
- 9 juin : le député Juha Sipilä a été élu à la présidence du Parti du centre finlandais lors d'un congrès du parti à Rovaniemi.
- 10 juin : le député européen Carl Haglund a été élu président du Parti populaire suédois de Finlande lors d'un congrès du parti à Kokkola. Début juillet, il a remplacé Stefan Wallin au poste de ministre de la Défense et a été remplacé au Parlement européen par le journaliste Nils Torvalds.

### Juillet
- 1er juillet : le traité d’Ottawa interdisant les mines antipersonnel entre en vigueur en Finlande.
- 20 juillet : le Conseil de sécurité de l'ONU a décidé de prolonger de 30 jours le mandat des observateurs militaires non armés en Syrie, qui expirait depuis avril. Cependant, l'opération a été réduite par le rappel de la moitié des observateurs. Cinq observateurs finlandais de l'ONU sont rentrés à l'aéroport de Tampere-Pirkkala le 24 juillet.
- 27 juillet - 12 août : 56 athlètes ont représenté la Finlande aux Jeux olympiques d'été de 2012.

### Août
- 21 août : le groupe de travail sur la fonction publique du ministère de l'Intérieur a remis son rapport à la ministre Päivi Räsänen, proposant de supprimer la police mobile en 2013 et de transférer ses missions aux 11 services de police régionaux restants dans le cadre de la réforme de l'administration policière. Cette proposition a suscité de vives protestations et des craintes de détérioration de la sécurité routière. Parmi les organisations concernées, la Fédération de l'automobile, la Fédération des autobus et autocars, le Syndicat des travailleurs de l'automobile et des transports (AKT) et la Fédération finlandaise des transports et de la logistique (SKAL) ont annoncé leur opposition à la suppression de la police mobile.

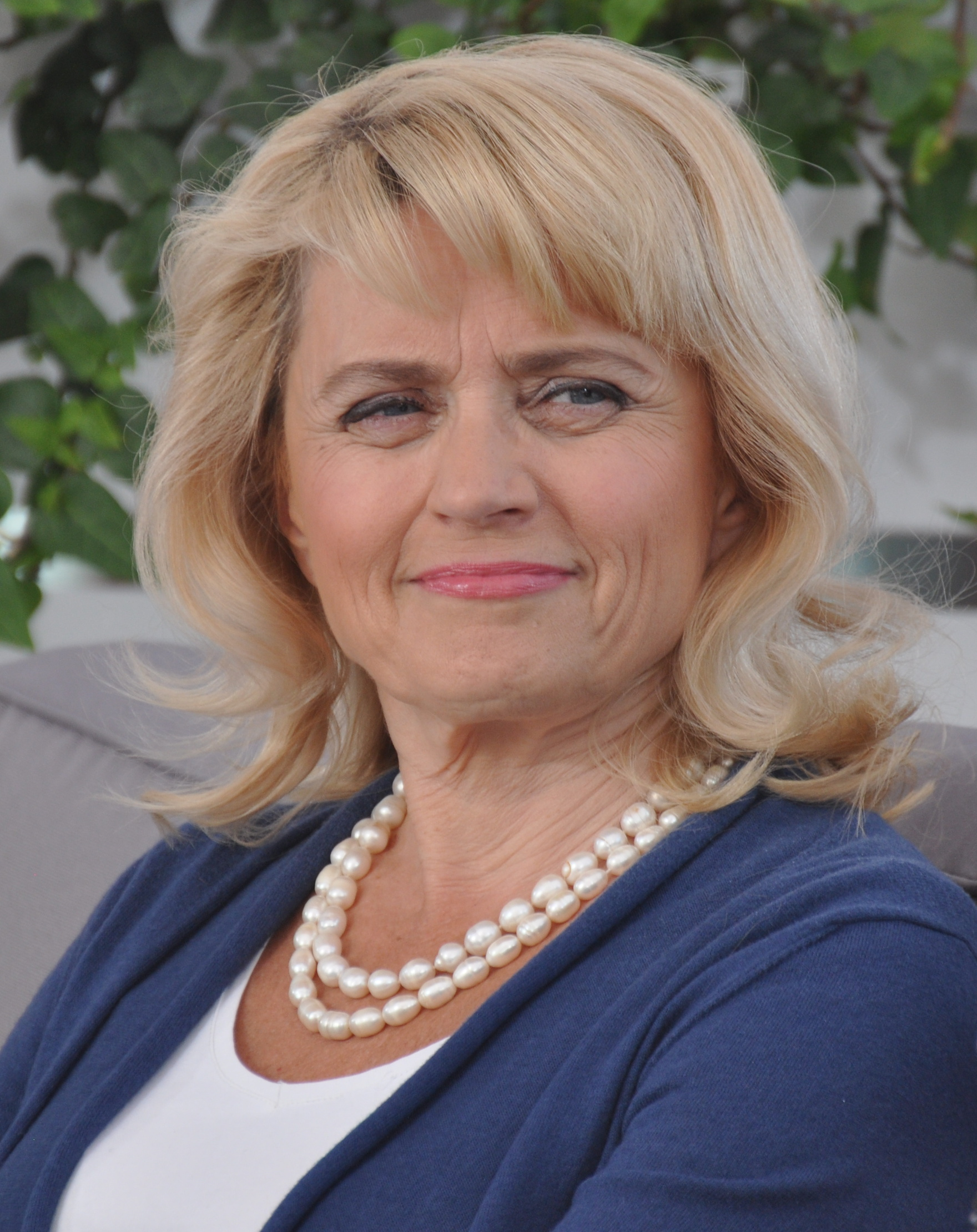
Päivi Räsänen.

### Octobre
- 4 octobre : le gouvernement a soumis au Parlement une proposition visant à fusionner les circonscriptions de Kyme et de Savonie du Sud au sein de la circonscription de Finlande du Sud-Est, et celles de Savonie du Nord et de Carélie du Nord au sein de la circonscription de Savo-Carélie. Ce nouveau découpage devait être introduit lors des élections législatives de 2015.
- 6 octobre : l’Ostrobotnie du Sud et les régions du nord de Satakunta ont été frappées par l’une des inondations les plus dévastatrices de l’histoire finlandaise.
- 18 octobre : la Finlande a perdu face au Luxembourg lors du vote pour la participation au Conseil de sécurité des Nations Unies. Le Luxembourg était considéré comme bénéficiant du soutien, notamment des États membres francophones de l'ONU et des États membres de l'OTAN. Ce choix a également été influencé par le fait que le Luxembourg était membre de l'ONU depuis sa fondation, mais n'avait jamais siégé au Conseil de sécurité. La Finlande avait siégé au Conseil de sécurité pendant deux mandats, en 1969-1970 et en 1989-1990. L'Australie a été élue deuxième membre non permanent du Conseil de sécurité pour la période 2013-2014.
- 25 octobre : l'organisation de protection des animaux Animalia a annoncé avoir recueilli 50 000 signatures pour la première initiative citoyenne de Finlande, qui demandait l'interdiction de l'élevage d'animaux à fourrure en Finlande.
- 28 octobre : élections locales en Finlande. Le grand vainqueur est le Parti des Finlandais, tandis que le Parti de la coalition nationale conserve sa position de premier parti municipal.

### Novembre
- 30 novembre : la tempête Antti frappe l'extrême sud de la Finlande et provoque d'importantes perturbations de la circulation, notamment dans la zone métropolitaine d'Helsinki[5].

### Décembre
- 1er décembre : le Centre Simon Wiesenthal a exigé que la Finlande retire une déclaration faite la veille au matin par Pertti Salolainen, vice-président de la Commission des affaires étrangères (Kok.), sur la chaîne Aamu TV d'Yle. Salolainen a déclaré qu'il était difficile pour les États-Unis de rester neutres dans le conflit israélo-palestinien en raison de l'influence de la minorité juive dans le pays. Selon Mark Weitzman, directeur du Centre Simon Wiesenthal, Salolainen répète « l'information antisémite selon laquelle un sinistre complot juif contrôle les médias et le gouvernement américain » et a exigé, dans une lettre adressée à l'ambassadeur de Finlande, que la Finlande le démette de ses fonctions[6].
- 5 décembre : un cargo bahaméen est entré en collision avec un autre navire et a coulé dans les eaux internationales de la mer du Nord, au large des Pays-Bas. Le navire transportait un équipage de 24 personnes, dont 13 ont été secourues, et une cargaison d'environ 1 200 voitures, principalement des Mitsubishi. Le navire faisait route vers le port de Kotka, en Finlande, d'où les voitures devaient être transportées vers la Russie[7].
- 10 décembre : le président de la Commission européenne, José Manuel Barroso, le président du Conseil européen, Herman Van Rompuy, et le président du Parlement européen, Martin Schulz, ont reçu le prix Nobel de la paix pour l'Union européenne à Oslo. Des représentants de 20 États membres de l'UE étaient également présents à la cérémonie ; la Finlande était représentée par le Premier ministre Jyrki Katainen. Le Premier ministre britannique, David Cameron, par exemple, était absent.
- 21 décembre : un couple finlandais (Atte Kaleva et Leila Kaleva) et un Autrichien sont enlevés à Sanaa, la capitale du Yémen. Selon l'agence de presse AFP, le réseau terroriste Al-Qaïda serait responsable des faits. Le ministère finlandais des Affaires étrangères avait recommandé d'éviter tout voyage au Yémen en raison de l'instabilité interne du pays.

## Sport
- Championnats d'Europe d'athlétisme 2012
- Championnat de Finlande de football 2012
- Championnat de Finlande de hockey sur glace 2011-2012
- Championnat du monde de hockey sur glace 2012
- Finlande aux Jeux olympiques de la jeunesse d'hiver de 2012
- Finlande aux Jeux olympiques d'été de 2012

## Culture

### Sortie de film
- Bekas (film)
- Demain, 18 ans
- En som deg
- Imaginaerum (film)
- Iron Sky
- Niko, le petit renne 2
- Pitääkö mun kaikki hoitaa?
- Purge (film, 2012)
- Vuosaari (film)